# کازویو ماتسوئی
کازویو ماتسوئی (انگلیسی: Kazuyo Matsui؛ زادهٔ ۲۵ ژوئن ۱۹۵۷) بازیگر و شخصیت تلویزیونی اهل ژاپن است.
از فیلم‌ها یا برنامه‌های تلویزیونی که وی در آن نقش داشته است، می‌توان به زن مالیات و سرخ اشاره کرد.